# Список Героев Советского Союза — участников войны в Корее
В данном списке представлены Герои Советского Союза, получившие это звание в соответствии с Указами Президиума Верховного Совета СССР за боевые заслуги в боевых действиях Корейской войны, при защите объектов Северной Кореи от ударов бомбардировочной авиации «международных сил ООН», и, прежде всего — авиации США. На стороне правительства КНДР принимали участие в боевых действиях в период 1950—1953 годов около 26 000 советских военных специалистов и бойцов истребительной авиации и зенитной артиллерии. Из них погибло и умерло 315 человек. Звание Героя Советского Союза было присвоено 22 из их числа (2 из них — посмертно, их имена выделены серым цветом). Все они — лётчики-истребители 64-го истребительного авиационного корпуса.

## Список
| № п/п | Дата присвоения звания         | Ф. И. О                         | Воинское звание           | Воинская должность | Дата рождения | Дата смерти | Краткое описание боевых заслуг и дальнейшей судьбы |
| ----- | ------------------------------ | ------------------------------- | ------------------------- | --- | ------------- | ----------- | --- |
| 1     | указ от 13.11.1951             | Бахаев, Степан Антонович        | капитан                   | командир эскадрильи 523-го истребительного авиационного полка 303-й истребительной авиационной дивизии 64-го истребительного авиационного корпуса                                                                                | 02.02.1922    | 05.07.1995  | В Корее воевал с мая 1951 по март 1952 года, выполнил 180 боевых вылетов, провёл 63 воздушных боя, сбил 11 самолётов (все — лично). В годы Великой Отечественной войны выполнил 112 боевых вылетов, провёл 28 воздушных боёв, сбил 12 самолётов лично и 3 в группе. С 1959 года майор Бахаев — в запасе.                                                                                              |
| 2     | указ от 14.07.1953             | Бойцов, Аркадий Сергеевич       | майор                     | заместитель командира эскадрильи по политической части 16-го истребительного авиационного полка ПВО 97-й истребительной авиационной дивизии ПВО 64-го истребительного авиационного корпуса                                       | 17.03.1923    | 15.06.2000  | В Корее воевал с января по август 1952 года, выполнил 55 боевых вылетов, провёл около 30 воздушных боёв, сбил 7 самолётов (все — лично) и 2 повредил. В годы Великой Отечественной войны выполнил 15 боевых вылетов на истребителях, побед не имел. С 1976 года генерал-майор авиации Бойцов — в запасе.                                                                                              |
| 3     | указ от 10.10.1951             | Гесь, Григорий Иванович         | гвардии капитан           | командир эскадрильи 176-го гвардейского истребительного авиационного полка 324-й истребительной авиационной дивизии 64-го истребительного авиационного корпуса                                                                   | 25.03.1916    | 07.01.1968  | В Корее воевал с марта 1951 по январь 1952 года, выполнил около 120 боевых вылетов, провёл 63 воздушных боя, сбил 8 самолётов (все — лично). В годы Великой Отечественной войны выполнил 21 боевой вылет, провёл 5 воздушных боёв, сбил 2 самолёта в группе. С 1957 года майор Гесь — в запасе. |
| 4     | указ от 22.04.1952             | Докашенко, Николай Григорьевич  | капитан                   | командир эскадрильи 17-го истребительного авиационного полка 303-й истребительной авиационной дивизии 64-го истребительного авиационного корпуса                                                                                 | 21.11.1921    | 22.02.1992  | В Корее воевал с июня 1951 по февраль 1952 года, выполнил 148 боевых вылетов, провёл 45 воздушных боёв, сбил 11 самолётов (все — лично). В годы Великой Отечественной войны выполнил 110 боевых вылетов, провёл 7 воздушных боёв, сбил 2 самолёта лично. В советско-японской войне 1945 года выполнил 3 боевых вылета, в воздушных боях не участвовал. С 1959 года подполковник Докашенко — в запасе. |
| 5     | указ от 14.07.1953             | Карелин, Анатолий Михайлович    | майор                     | заместитель командира по лётной подготовке — лётчик-инспектор по технике пилотирования 351-го отдельного ночного истребительного авиационного полка 64-го истребительного авиационного корпуса                                   | 16.07.1922    | 03.01.1974  | В Корее воевал с июля 1951 по февраль 1953 года, выполнил около 50 боевых вылетов, провёл около 10 воздушных боёв, сбил 6 самолётов лично (все — ночью) и ещё 2 — повредил. В годы Великой Отечественной войны выполнил около 20 боевых вылетов, провёл 1 воздушный бой, сбитых самолётов не имел. С 1970 года генерал-майор Карелин — в запасе.                                                      |
| 6     | указ от 10.10.1951             | Крамаренко, Сергей Макарович    | гвардии капитан           | заместитель командира эскадрильи 176-го гвардейского истребительного авиационного полка 324-й истребительной авиационной дивизии 64-го истребительного авиационного корпуса                                                      | 10.04.1923    | 21.05.2020  | В Корее воевал с апреля 1951 по февраль 1952 года, выполнил 149 боевых вылетов, провёл 42 воздушных боя, сбил 13 самолётов (все — лично). В годы Великой Отечественной войны выполнил 66 боевых вылетов, провёл 26 воздушных боёв, сбил 2 самолёта лично и 10 — в группе. С 1981 года генерал-майор авиации Крамаренко — в запасе.                                                                    |
| 7     | указ от 10.10.1951             | Лобов, Георгий Агеевич          | генерал-майор авиации     | командир 64-го истребительного авиационного корпуса | 07.05.1915    | 06.01.1994  | В Корее воевал с марта 1951 по декабрь 1952 года, выполнил 15 боевых вылетов, сбил 4 самолёта (все — лично). В годы Великой Отечественной войны выполнил 346 боевых вылетов, провёл 26 воздушных боёв, сбил 19 самолётов лично и 8 — в группе. С 1976 года генерал-лейтенант авиации Лобов — в запасе.                                                                                                |
| 8     | указ от 14.07.1953             | Михин, Михаил Иванович          | майор                     | заместитель командира эскадрильи 518-го истребительного авиационного полка 216-й истребительной авиационной дивизии 64-го истребительного авиационного корпуса                                                                   | 25.10.1923    | 25.03.2007  | В Корее воевал с марта 1951 по декабрь 1952 года, выполнил 140 боевых вылетов, провёл 67 воздушных боёв, сбил 9 самолётов (все — лично) и 3 — повредил. В годы Великой Отечественной войны в боевых действиях не участвовал. С 1976 года генерал-майор авиации Михин — в запасе. |
| 9     | указ от 12.05.1951             | Науменко, Степан Иванович       | гвардии майор             | заместитель командира эскадрильи по лётной части 29-го гвардейского истребительного авиационного полка 50-й истребительной авиационной дивизии ПВО 64-го истребительного авиационного корпуса                                    | 07.01.1920    | 20.11.2004  | В Корее воевал с декабря 1950 по февраль 1951 года, выполнил около 70 боевых вылетов, провёл 10 воздушных боёв, сбил 5 самолётов лично и 6 — в группе. В годы Великой Отечественной войны побед в воздушных боях не имел. С 1961 года полковник Науменко — в запасе. |
| 10    | указ от 10.10.1951 (посмертно) | Образцов, Борис Александрович   | гвардии старший лейтенант | лётчик 176-го гвардейского истребительного авиационного полка 324-й гвардейской истребительной авиационной дивизии 64-го истребительного авиационного корпуса                                                                    | 07.04.1923    | 11.07.1951  | В Корее воевал с марта 1951 до своей гибели в воздушном бою, выполнил 56 боевых вылетов, провёл 18 воздушных боёв, сбил 4 самолёта (все — лично). В годы Великой Отечественной войны в боевых действиях не участвовал. |
| 11    | указ от 13.11.1951             | Оськин, Дмитрий Павлович        | майор                     | командир 523-го истребительного авиационного полка 303-й истребительной авиационной дивизии 64-го истребительного авиационного корпуса                                                                                           | 25.10.1919    | 25.01.2004  | В Корее воевал с мая 1951 по март 1952 года, выполнил около 150 боевых вылетов, провёл 86 воздушных боёв, сбил 14 самолётов лично и 1 — в группе. В годы Великой Отечественной войны выполнил 66 боевых вылетов, провёл 2 воздушных боя, побед в воздушных боях не имел. С 1961 года генерал-лейтенант авиации Оськин — в запасе.                                                                     |
| 12    | указ от 13.11.1951             | Охай, Григорий Ульянович        | капитан                   | помощник командира по тактике воздушного боя и воздушной стрельбе 523-го истребительного авиационного полка 303-й истребительной авиационной дивизии 64-го истребительного авиационного корпуса                                  | 05.01.1917    | 08.02.2002  | В Корее воевал с мая 1951 по февраль 1952 года, выполнил 122 боевых вылета, провёл 68 воздушных боёв, сбил 11 самолётов лично. В годы Великой Отечественной войны в боевых действиях не участвовал. Участник советско-финской войны в бомбардировочной авиации, выполнил 28 боевых вылетов. С 1960 года полковник Охай — в запасе.                                                                    |
| 13    | указ от 22.04.1952             | Пепеляев, Евгений Георгиевич    | гвардии полковник         | командир 196-го гвардейского истребительного авиационного полка 324-й истребительной авиационной дивизии 64-го истребительного авиационного корпуса                                                                              | 18.03.1918    | 04.01.2013  | В Корее воевал с апреля 1951 по февраль 1952 года, выполнил 108 боевых вылетов, провёл 38 воздушных боёв, сбил 20 самолётов (все — лично). В годы Великой Отечественной войны выполнил 10 боевых вылетов, провёл 1 воздушный бой, побед не имел. В советско-японской войне 1945 года выполнил 20 боевых вылетов, в воздушных боях не участвовал. С 1973 года полковник Пепеляев — в запасе.           |
| 14    | указ от 13.11.1951             | Пономарёв, Михаил Сергеевич     | капитан                   | командир эскадрильи 17-го истребительного авиационного полка 303-й истребительной авиационной дивизии 64-го истребительного авиационного корпуса                                                                                 | 15.12.1920    | 26.09.2006  | В Корее воевал с марта 1951 по февраль 1952 года, выполнил 175 боевых вылетов, провёл 96 воздушных боёв, сбил 10 самолётов (все — лично). В годы Великой Отечественной войны сбил 2 самолёта лично. С 1968 года полковник Пономарёв — в запасе. |
| 15    | указ от 22.04.1952             | Пулов, Григорий Иванович        | подполковник              | командир 17-го истребительного авиационного полка 303-й истребительной авиационной дивизии 64-го истребительного авиационного корпуса                                                                                            | 05.01.1918    | 26.12.2006  | В Корее воевал с марта 1951 по февраль 1953 года, выполнил 115 боевых вылетов, провёл 60 воздушных боёв, сбил 8 самолётов (все — лично). В годы Великой Отечественной войны совершил 54 боевых вылета, сбил 1 самолёт лично. С 1975 года генерал-майор Пулов — в запасе. |
| 16    | указ от 22.04.1952             | Самойлов, Дмитрий Александрович | капитан                   | старший лётчик 523-го истребительного авиационного полка 303-й истребительной авиационной дивизии 64-го истребительного авиационного корпуса                                                                                     | 31.12.1922    | 15.08.2012  | В Корее воевал с июня 1951 по февраль 1952 года, выполнил 161 боевой вылет, провёл 60 воздушных боёв, сбил 11 самолётов (все — лично). В годы Великой Отечественной войны в воздушных боях не участвовал. С 1960 года подполковник Самойлов — в запасе. |
| 17    | указ от 13.11.1951             | Сморчков, Александр Павлович    | гвардии подполковник      | заместитель командира по лётной подготовке — лётчик-инспектор по технике пилотирования 18-го гвардейского истребительного авиационного полка 303-й истребительной авиационной дивизии 64-го истребительного авиационного корпуса | 29.11.1919    | 16.11.1998  | В Корее воевал с мая 1951 по февраль 1952 года, выполнил 150 боевых вылетов, провёл 52 воздушных боя, сбил 13 самолётов лично и 1 — в группе, а ещё 3 — повредил. В годы Великой Отечественной войны выполнил 279 боевых вылетов, провёл 18 воздушных боёв, сбил 2 самолёта лично. С 1975 года полковник Сморчков — в запасе.                                                                         |
| 18    | указ от 10.10.1951 (посмертно) | Стельмах, Евгений Михайлович    | гвардии старший лейтенант | старший лётчик 18-го гвардейского истребительного авиационного полка 303-й истребительной авиационной дивизии 64-го истребительного авиационного корпуса                                                                         | 11.05.1923    | 01.06.1951  | В Корее воевал с мая 1951 до своей гибели в бою, выполнил около 15 боевых вылетов, провёл 2 воздушных боя, сбил 2 самолёта. В годы Великой Отечественной войны выполнял боевые вылеты в системе ПВО, воздушных боёв не имел. |
| 19    | указ от 10.10.1951             | Субботин, Серафим Павлович      | гвардии майор             | штурман 176-го гвардейского истребительного авиационного полка 324-й гвардейской истребительной авиационной дивизии 64-го истребительного авиационного корпуса                                                                   | 15.01.1921    | 22.04.1996  | В Корее воевал с апреля 1951 по март 1952 года, выполнил 85 боевых вылетов, провёл 48 воздушных боёв, сбил 9 самолётов. В годы Великой Отечественной войны служил инструктором в лётном училище, в боевых действиях не участвовал. С 1973 года полковник авиации Субботин — в запасе. |
| 20    | указ от 10.10.1951             | Сутягин, Николай Васильевич     | капитан                   | заместитель командира эскадрильи 17-го истребительного авиационного полка 303-й истребительной авиационной дивизии 64-го истребительного авиационного корпуса                                                                    | 05.05.1923    | 12.11.1986  | В Корее воевал с июня 1951 по февраль 1952 года, выполнил 149 боевых вылетов, провёл 66 воздушных боёв, сбил 22 самолёта (все — лично). В годы Великой Отечественной войны в боевых действиях не участвовал, в советско-японской войне выполнил 13 боевых вылетов, встреч с противником в воздухе не имел. С 1978 года полковник Сутягин — в запасе.                                                  |
| 21    | указ от 10.10.1951             | Шебанов, Фёдор Акимович         | старший лейтенант         | старший лётчик 196-го гвардейского истребительного авиационного полка 324-й истребительной авиационной дивизии 64-го истребительного авиационного корпуса                                                                        | 26.05.1921    | 26.10.1951  | В Корее воевал с марта 1951 года, выполнил 69 боевых вылетов, провёл 29 воздушных боёв, сбил 5 самолётов лично и 1 — повредил. В годы Великой Отечественной войны выполнял вылеты на прикрытие в ПВО, воздушных боёв не имел. Был сбит и погиб в воздушном бою. |
| 22    | указ от 13.11.1951             | Щукин, Лев Кириллович           | гвардии старший лейтенант | командир звена 18-го гвардейского истребительного авиационного полка 303-й истребительной авиационной дивизии 64-го истребительного авиационного корпуса                                                                         | 29.10.1923    | 01.05.2009  | В Корее воевал с мая 1951 по февраль 1952 года, выполнил 121 боевой вылет, провёл 37 воздушных боёв, сбил 15 самолётов лично и 2 — в группе. В годы Великой Отечественной войны в боевых действиях не участвовал. С 1977 года полковник Щукин — в запасе. |